# Renaldas Seibutis
Renaldas Seibutis (Mažeikiai, 25 dicembre 1985) è un ex cestista e allenatore di pallacanestro lituano.

## Carriera
È stato selezionato dai Dallas Mavericks al secondo giro del Draft NBA 2007 (50ª scelta assoluta).
Con la Lituania ha disputato due edizioni dei Giochi olimpici (Londra 2012, Rio de Janeiro 2016), tre dei Campionati mondiali (2010, 2014, 2019) e due dei Campionati europei (2013, 2015).

## Palmarès

### Squadra
- Campionato lituano: 2

Žalgiris Kaunas: 2015-16, 2016-17
- Coppa di Lituania: 1

Žalgiris Kaunas: 2017

### Individuale
- All-ULEB Eurocup First Team: 1

Lietuvos rytas: 2011-12